# Констанція Яворовська
Констанція Яворовська (пол. Konstancja Jaworowska; 11 березня 1881, Доманиці — 2 серпня 1959, Варшава) — польська соціалістка, активістка ПСП, ПСП — Революційної фракції, ПСП — Колишньої революційної фракції. Активна учасниця боротьби за незалежність Польщі У 1948—1952 роках — член ПОРП. У першому шлюбі дружина Болеслава Бергера, у другому — Раймунда Яворовського.

## Революціонерка
Народилася у шляхетській родині Клемпіньських. З юності перейнялася соціалістичними ідеями. У 1901 році зблизилася з активістом ПСП Болеславом Бергером, наступного року вийшла за нього заміж. Залишалася дружиною Бергера до 1909 року.
Вступила до ПСП, поширювала нелегальну літературу. Була зв'язковою Бергера у Седльці та Білостоку.
Під загрозою арешту Констанція Бергер переїхала до Варшави, звідти у Закопане. У Варшаві працювала вчителькою. Вела політичний гурток для польських робітників, організувала бібліотеку та читальний зал. Завідувала виданням та розповсюдженням літератури ПСП.
З серпня 1905 року брала участь у діяльності Бойової організації ПСП у Варшаві та Жирардуві. Була заарештована у листопаді 1906 року, засуджена до заслання в Архангельськ, замінене висилкою за кордон. Наприкінці року переїхала до Кракова, на територію Австро-Угорщини. Незабаром нелегально повернулася до Варшави. Брала участь у заснуванні ПСП — Революційної фракції на з'їзді у Відні. Мала партійний псевдонім Ядвіга.
У 1912 році Юзеф Пілсудський і Вітольд Йодко-Наркевич доручили Констанції Бергер-Клемпінській та Норберту Барлицькому створення в Королівстві Польському селянської організації ПСП. Союз було створено та залучено до партійного збройного підпілля.

## Розвідниця Легіонів
На початку Першої світової війни Констанція Бергер-Клемпінська служила у розвідці Першої бригади Польських легіонів Пілсудського. У тому ж підрозділі служив Лукаш Сементковський, відомий соціалістичний активіст, майбутній варшавський гангстер на прізвисько Tata Tasiemka.
Перебувла у тимчасовому керівництві ПСП та у Польській військовій організації. Активно діяла у селянському русі, сприяла створенню лівої селянської партії ПСЛ-«Вивільнення». У листопаді 1916 року її заарештувала німецька влада, але незабаром звільнили.
У 1915 році вийшла заміж за радикального активіста ПСП, капітана Легіонов Раймунда Яворовського, близького соратника Пілсудського. У подружжя Яворовських склалися довірчі стосунки та багаторічна тісна співпраця з товаришем по службі-розвідником Сементковським.

## У соціалістичній політиці
Після проголошення незалежності Польщі, з 1918 до 1928 рік Яворовська перебувала у Варшавському комітеті ПСП. Очолювала варшавське відділення Товариства університетських працівників. У 1919—1927 роках — депутат міської ради Варшави.
Яворовська підтримала свого чоловіка при розколі ПСП на противників Пілсудського (більшість партії) та його прихильників (група Яворовського-Морачевського) після встановлення режиму Санації. З 1928 року перебувала у керівництві ППС — Колишня революційна фракція, заснованої Раймундом Яворовським. Керувала громадськими організаціями, що примикали до партії, — Спілкою працівників освіти та Спілкою колишніх політв'язнів.
У 1930 році указом президента Мосцицького та прем'єр-міністра Славека Яворовську нагородили Хрестом Незалежності з мечами.

## У роки війни та ПНР
У період нацистської окупації Констанція Яворовська перебувала у Варшаві (Раймунд Яворовський помер 1941 року). Дочка Яворовських Яніна Сташевська разом із чоловіком — поручником Армії Крайової Єжи Сташевським — загинула у Варшавському повстанні.
У 1945 році Констанція Яворовська приєдналася до «люблінського» крила ПСП, орієнтованого на союз з комуністичною ПРП. У 1948 році вступила до ПОРП. Обіймала посаду в апараті соціального страхування ПНР.
У 1952 році подала заяву про вихід з ПОРП (формально — за віком та станом здоров'я). Померла через сім років, у період «гомулківської відлиги».